# 관동별곡
〈관동별곡〉(關東別曲)은 한국의 고전시가 작품 제목으로 1330년 고려 충숙왕 17년 안축이 지은 경기체가와 250년 후 1580년 조선 선조 때 정철이 지은 가사가 있다. 관동 지방은 강원도 일대를 가리키는 한국의 지역 구분 용어이다. 강원도는 다시 태백산맥을 경계로 서쪽을 영서 지방, 동쪽을 영동 지방으로 구분한다. 관동별곡은 ‘관동팔경’에 대한 아름다움을 노래한 가사이다.

## 안축의 〈관동별곡〉
1330년 고려 충숙왕 17년 안축은 44세 때 강원도존무사(江原道存撫使)로 있다가 돌아오는 길에 관동지방의 뛰어난 경치와 유적 및 명산물에 감흥하여 짓게 되었다.  경기체가로 되어 있으며, 전체 9장이 《근재집》(謹齋集) 2권에 전한다.내용은 다음과 같이 구성되어 있다.
- 1장 - 서사(序詞)
- 2장 - 학성(鶴城)
- 3장 - 총석정(叢石亭)
- 4장 - 삼일포(三日浦)
- 5장 - 영랑호(永郎湖)
- 6장 - 양양(襄陽)의 풍경
- 7장 - 임영(臨瀛)
- 8장 - 죽서루(竹西樓)
- 9장 - 정선(旌善)의 절경

## 정철의 〈관동별곡〉
1580년 조선 선조 13년 송강 정철이 45세에 강원도 관찰사로 부임하여, 관동팔경과 해·내·외금강 등 절승지를 유람하며 읊은 작품들로 구성되었다. 그 구상·문장이 한국 가사문학의 최고봉을 이루는 명작으로, 《송강가사》에 실려 있다. 대한민국 고등학교 국어 교과서에서 본문으로 다루고 있기도 하다. 고등학교 천재교육 국어 교과서에 수록되었다.

## 같이 보기
- 인물
  - 정철
- 가사 (문학)
  - 송강가사
- 지역
  - 경포대
  - 관동팔경